# هیپشتدت
هیپشتدت (به آلمانی: Hipstedt) یک شهر در آلمان است که در Geestequelle واقع شده‌است.
 هیپشتدت  ۱٬۳۳۱ نفر جمعیت دارد.